# مسرى
مسرى هو الشهر الثاني عشر من التقويم المصري. وهو يبدأ من 7 أغسطس إلى 5 سبتمبر. وهو رابع شهور موسم «شمو» (أي: الحصاد) في مصر القديمة. واسم الشهر مشتق من اسمه المصري الأقدم، «مسوت رع» (أي: ولادة الشمس).

## اقرأ أيضا
- فصل الحصاد